# Munkensdam Gymnasium
Munkensdam Gymnasium er et gymnasium i Koldingbydelen Seest med ca. 850 elever og 80 lærere (2019). Gymnasiet blev grundlagt i 1979 og havde de første år til huse i lånte lokaler på Munkevængets Skole. De nuværende bygninger blev indviet i 1981 og består i dag af otte fløje med en idrætshal i midten. Munkensdam Gymnasium fejrede dermed sit 40-års jubilæum i efteråret 2019.
Gymnasiet er udvidet ad flere omgange:
- I 2001 blev blok 1 udvidet med opdaterede lokaler og laboratorier til naturfagene. - I september 2007 blev en ny tilbygning indviet. Den rummer et videnscenter, billedkunst og et auditorium. - I sommeren 2012 blev endnu en moderne tilbygning indviet, scienceblokken med tre fysiklokaler, tre kemilokaler og tre biologilokaler.
- I 2014 blev skolens administrationsfløj ombygget og udvidet.

- I sommeren 2015 blev kantinen udvidet med en ekstra etage for at rumme alle skolens elever.[1]

Munkensdam Gymnasium er præget af aktiviteter for elever og med elever, herunder
- en årlige mammutfest i november måned, hvor skolens fødselsdag fejres med fælles spisning for skolens ansatte, elever og forældre til eleverne på 1. og 3. årgang. I dagene forud for festen har klasserne brugt kræfter på at pynte deres borde efter et selvvalgt tema. Efter spisningen er der fest med musik over hele skolen, og adgang for skolens tidligere elever.
- Samarbejde med Koldings folkeskoler. De lokale folkeskoler kan booke et besøg af MRU (Munkensdam Ruller Ud), hvor gymnasieelever overtager undervisningen af folkeskoleeleverne. Scienceraketten modtager derimod besøg fra folkeskolerne på gymnasiet.
- Et alsidigt udbud af talentaktiviteter, både i og uden for skolen.
- Internationalt arbejde, herunder en international klasse pr. årgang, udvekslingsophold og ekskursioner.
- Munkensdam Musical. Siden 2012 har Munkensdam Gymnasium afholdt en årlig elevstyret musical. I 2015 vandt Munkensdam Musical Forening Kolding Kommunes kulturpris.

Gymnasiets nuværende rektor er Per Møller, som selv er tidligere elev på skolen.

## Gymnasiets rektorer
- Arne Jensen fra 1979 til 1999
- Lene Hauge fra 1999 til 2018
- Per Møller fra 2018 -

## Kendte studenter
- Rasmus Bjerg, skuespiller
- Michael Pagaard Madsen, arkitekt
- Melvin Kakooza, komiker